# Theo Nabicht
Theo Nabicht (* 1963  in Ebersbach/Sa.) ist ein deutscher Holzbläser (Sopran-, Alt-, Tenorsaxophon, Bassklarinette, Kontrabassklarinette) und Komponist.
Nabicht studierte von 1983 bis 1987 an der Hochschule für Musik „Hanns Eisler“ Berlin Saxophon, Flöte und Klavier. Von 1995 bis 1997 absolvierte er eine Meisterklasse für Bassklarinette am Konservatorium Straßburg. 
Theo Nabicht hat seit den 1980ern mit Bert Wrede, dem Orchester Vielharmonie, dem Quartett BakaMutz mit Bert Wrede, Thierry Madiot und Mauro Gnecchi, Gebhard Ullmanns Großformation Ta Lam 10 und dem Klarinettentrio mit Ullmann und Jürgen Kupke zusammengearbeitet. Es kam zu Plattenveröffentlichungen und zur Teilnahme an internationalen (Jazz-)Festivals mit Musikern wie Phil Minton, Mikhail Alperin, Lutz Glandien, Werner Dafeldecker, Anthony Braxton, Peter Kowald oder Fred Frith. Zu hören ist er auch auf  Sven-Åke Johanssons Das Marschorchester (2017).
Nabicht ist langjähriges Mitglied des Kammerensemble Neue Musik Berlin, des Berliner Saxophon Quartetts sowie Gast beim Klangforum Wien. Er beschäftigt sich heute vorwiegend mit der Aufführung zeitgenössischer komponierter Musik (etwa von Giacinto Scelsi, Rolf Riehm oder Helmut Oehring) und neuer Improvisationsmusik. Weiterhin ist er als Komponist tätig; er komponiert insbesondere für Theaterproduktionen der Münchner Kammerspiele, des Schauspiels Frankfurt oder Fernsehproduktionen. 